# Коньово
Кòньово е село в Югоизточна България, община Нова Загора, област Сливен.

## География
Село Коньово се намира на около 22 km югозападно от областния център Сливен и около 13 km изток-североизточно от общинския център Нова Загора. Разположено е в североизточната част на Горнотракийската низина, в долината на река Блатница, ляв приток на Ракитница (от поречието на река Марица). Климатът е преходно-континентален; почвите в землището са преобладаващо наносни и лесивирани. Теренът в селото е равен, надморската височина в центъра при сградата на кметството е около 145 m.
Общинският път, минаващ през Коньово, води: на запад до връзка в село Съдиево с второкласния републикански път II-66, водещ на североизток към Сливен, а на югозапад – към Нова Загора; на изток – през село Младово към град Кермен – без връзка с минаващата южно от него автомагистрала Тракия.
Коньово е гара на жп линията Пловдив – Бургас.
Землището на село Коньово граничи със землищата на: село Старо село на север; село Злати войвода на североизток; село Младово на изток; село Биково на югоизток; село Омарчево на югозапад; село Съдиево на запад; село Каменово на северозапад; село Научене на северозапад.
В землището на Коньово има: микроязовир – на 3 – 4 km северно от селото, частично и в землището на Старо село; рибарник – на около 2 km югоизточно от селото.
Населението на село Коньово, наброявало 1873 души при преброяването към 1934 г. и 2072 към 1956 г., намалява до 803 (по служебен документ на НСИ от 2022-12-31) към 2022 г.
При преброяването на населението към 1 февруари 2011 г., от обща численост 925 лица, за 705 лица е посочена принадлежност към „българска“ етническа група, за 200 – към „ромска“ и за 17 – „не отговорили“, а за принадлежност към „турска“, „други“ и „не се самоопределят“ не са посочени конкретни данни.

## История
Селото първоначално е било на около 3 km западно – в местността Аджи азмак. По предположения, след османското нашествие то е преместено на поляна, където са пасели конете и оттам е дошло името Атлоолу (конски път), впоследствие Коньово.
След Руско-турската война (1877 – 1878 г.) по Берлинския договор 1878 г. селото – тогава с име Атлоолу – остава в Източна Румелия; присъединено е към България след Съединението 1885 г.. Село Атлоолу е преименувано на Коньово през 1906 г.
Основите на храма „Свети Архангел Михаил“ в село Коньово са положени през 1893 г. Постройката е завършена през 1895 г., а е осветена през 1897 г. от старозагорския митрополит Методий. През 2004 г. е изградена нова камбанария.
Училище с едно отделение (клас) съществува в селото – по спомени на местни жители, от около 1874 г. Около 1890 г. се открива ІІ отделение и едва през 1895 г. училището става с 4 отделения. През 1926, 1931 и 1933 г. към училището се откриват съответно І, ІІ и ІІІ прогимназиален клас (V, VІ и VІІ клас). Училището в Коньово е средищно. За да се намали неграмотността сред селяните, от учебната 1946/1947 г. се откриват вечерно начално училище и прогимназия. През 1960 г. е построено ново крило на учебната сграда, но с оглед на удобството на учениците и за да може обучението да се провежда само сутрин, през 1965 г. се изгражда и пристройка към основната сграда. Към 2023 г. училището е действащо.
Читалище „Кирил и Методий“ в село Коньово е основано на 7 март 1922 г. След 9 септември 1944 г. е създаден смесен хор, който взема участие в много конкурси на художествената самодейност; закупени са нови книги за библиотеката; към читалището е организиран театрален състав. През 1957 г. е основан естрадно-сатиричен състав към читалището, а година по-късно – и детска музикална школа, в която има 18 деца. През октомври 1997 г. читалище „Кирил и Методий“ е вписано в регистъра на Сливенския окръжен съд като сдружение с нестопанска цел. През същата година членове на читалището са 40 души.
На 08.11.2012 г. е поставена паметна плоча с имената на десетте жители на село Атлоолу (Коньово), убити през 1876 г. от турци. На откриването Стоянка Дойчева (народна певица) чете написания от Даньо Новаков по местно предание за някогашното трагично събитие разказ „Кървава жътва“.

## Религии
Преобладава източноправославната религия.

## Обществени институции
Село Коньово към 2023 г. е център на кметство Коньово.
В село Коньово към 2023 г. има:
- действащо читалище „Св.Св. Кирил и Методий – 1922 г.“;[15][16]
- действащо общинско основно училище „Свети свети Кирил и Методий“;
- действаща само на големи религиозни празници православна църква „Свети Архангел Михаил“;[17]
- пощенска станция;[18]
- Целодневна детска градина.[19]

## Културни и природни забележителности
В съседство с църквата е запазена каменна кула-странноприемница, изградена вероятно през XVII век.
В землището на селото има две праисторически селищни могили.
В местността „Карапелит“ западно от селото има голяма гора от летен дъб.
В читалището има голям фонд от художествена научна и детска литература, както и интернет зала, които са на разположение за обществено ползване. В читалището работят няколко състава за народни песни и танци. В селото има школа по гъдулка и утвърден оркестър за народни песни и танци с активното участие на учениците от основното училище.
През 2019 г. в Коньово е изграден мемориален комплекс „Дом на доброто“, в памет на Дядо Влайчо – ясновидецът от Коньово.

## Редовни събития
- 8 ноември, Архангеловден – празник на село Коньово;
- 21 ноември – Празник на тиквата.

## Други
Футболният отбор на Коньово е трикратен републикански селски шампион по футбол (1970, 1973, и 1977 година).

## Личности
В Коньово е роден и живял ясновидецът Влайчо Жечев (Дядо Влайчо) (1894 – 1981)
Председателят на Българската академия на науките академик Никола Съботинов е завършил основното си образование в село Коньово.